# Ablerus platensis
Ablerus platensis is een vliesvleugelig insect uit de familie Aphelinidae. De wetenschappelijke naam is voor het eerst geldig gepubliceerd in 1914 door Brèthes.